# Prosoplus javanicus
Prosoplus javanicus là một loài bọ cánh cứng trong họ Cerambycidae.